# Yangwang U7

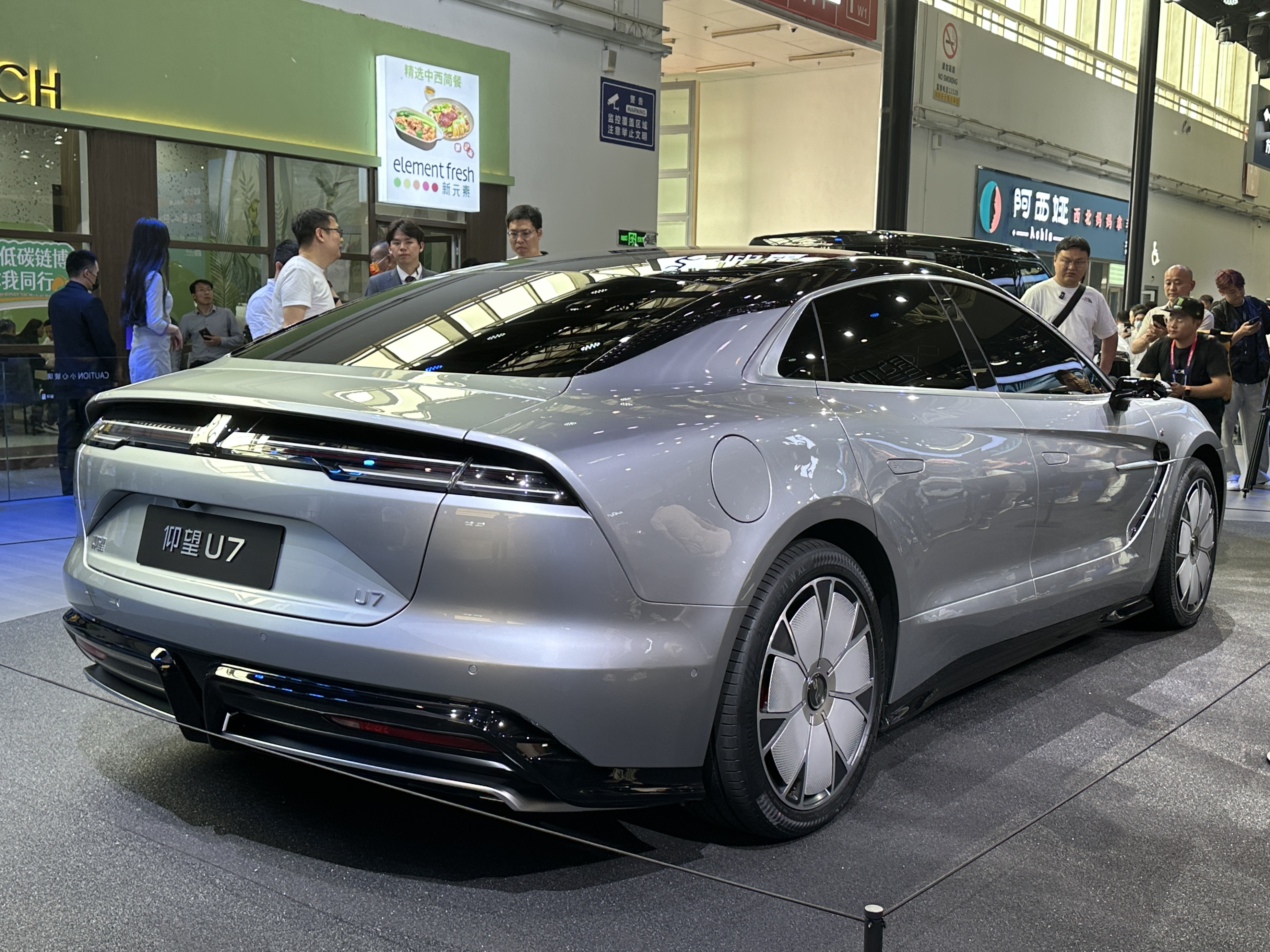
Heckseitenansicht

Der Yangwang U7 ist eine batterieelektrische Oberklasse-Limousine des chinesischen Herstellers BYD unter seiner Luxus-Marke Yangwang. Sie wurde im Januar 2024 präsentiert und kam im März 2025 auf den Markt. Die Gestaltung stammt von dem ehemaligen Leiter des Audi-Designs Wolfgang Egger.

## Technik
Der etwa 5,30 m lange und bis zu 2,00 m breite Yangwang U7 basiert auf der e4-Plattform wie der Supersportwagen U9 der Marke. Beim U7 beträgt der Radstand 3,16 m, die Radgröße 21 Zoll. Wenn er mit Rückblickkameras, aerodynamischen Radabdeckungen und den aerodynamisch optimierten Schürzen ausgestattet ist, wird ein cW-Wert von 0,195 erreicht. Er hat vier Elektromotoren, die zusammen ein Höchstdrehmoment von 1584 Nm erzeugen und eine maximale Leistung von 960 kW (1306 PS) erreichen. Aus dem Stand sollen 100 km/h in 2,9 Sekunden erreicht werden. Die Höchstgeschwindigkeit beträgt 270 km/h. Mit dem LFP-Akku (135,5 kWh) soll das Grundmodell eine Reichweite von etwa 720 km nach CLTC erreichen. Dieser Akku wiegt etwa 900 kg. Weiter wurde eine PHEV-Version mit einem 52,4-kWh-Akku homologiert, rein elektrisch werden hier 180 km Reichweite genannt; zusammen mit einem 180 kW (245 PS) starken Zweiliter-Boxermotor soll die Reichweite 1000 km betragen.
Beim Fahrwerk handelt es sich um eine BYD-DiSus Z (Sus- für suspension (englisch Aufhängung)) kameragestützte aktive Federung mit elektromagnetisch geregelter Dämpfung anstelle hydraulischer Stoßdämpfer, für die Anpassungen wird eine Dauer von 10 ms genannt.
Zur Umfelderkennung ist über der Frontscheibe ein Lidar-System eingebaut. Des Weiteren nutzt der Wagen dazu 5 Radarsensoren und 13 Kameras. Beim autonomen Fahren erreicht er damit auf der sechsstufigen Skala den drittuntersten Level 2+ („teilautomatisiert“).
Die Armaturentafel hat drei Bildschirme, der mittlere ist bei einer Größe von 12,8 Zoll leicht gekrümmt, der dritte rechts für den Beifahrer. Ein zusätzliches Head-Up-Display arbeitet mit Augmented Reality, es kann beispielsweise Hinweise oder Zeichen an der korrekten Position auf dem Bild ergänzen.

## Technische Daten
| Kenngrößen                                  | EV                            | PHEV                                     |
| ------------------------------------------- | ----------------------------- | ---------------------------------------- |
| Bauzeitraum                                 | seit 03/2025                  | seit 03/2025                             |
| Motorkenndaten                              |                               |                                          |
| Motortyp                                    | 4 Elektromotoren              | 4-Zylinder-Boxermotor + 4 Elektromotoren |
| Hubraum                                     | —                             | 1999 cm³                                 |
| max. Leistung E-Motoren                     | 960 kW (1306 PS)              | 960 kW (1306 PS)                         |
| max. Leistung Verbrennungsmotor             | —                             | 180 kW (245 PS)                          |
| max. Systemleistung                         | 960 kW (1306 PS)              | 960 kW (1306 PS)                         |
| max. Drehmoment E-Motoren                   | 1680 Nm                       | 1680 Nm                                  |
| max. Drehmoment Verbrennungsmotor           | —                             | 380 Nm                                   |
| max. Systemdrehmoment                       | 1680 Nm                       | 1680 Nm                                  |
| Kraftübertragung                            |                               |                                          |
| Antrieb                                     | Allradantrieb                 | Allradantrieb                            |
| Getriebe                                    | Festes Übersetzungsverhältnis | Festes Übersetzungsverhältnis            |
| Messwerte                                   |                               |                                          |
| Leergewicht                                 | 3095 kg                       | 3223 kg                                  |
| Höchstgeschwindigkeit                       | 270 km/h                      | 270 km/h                                 |
| Beschleunigung, 0–100 km/h                  | 2,9 s                         | 2,9 s                                    |
| Kraftstoffverbrauch auf 100 km (kombiniert) | —                             | k. A.                                    |
| Tankinhalt                                  | —                             | 60 l                                     |
| Energieinhalt LFP-Akkumulator               | 135,5 kWh                     | 52,4 kWh                                 |
| Elektrische Reichweite nach CLTC            | 720 km                        | 200 km                                   |
| Abgasnorm                                   | —                             | China VIb                                |